# Алоїз Шарловський

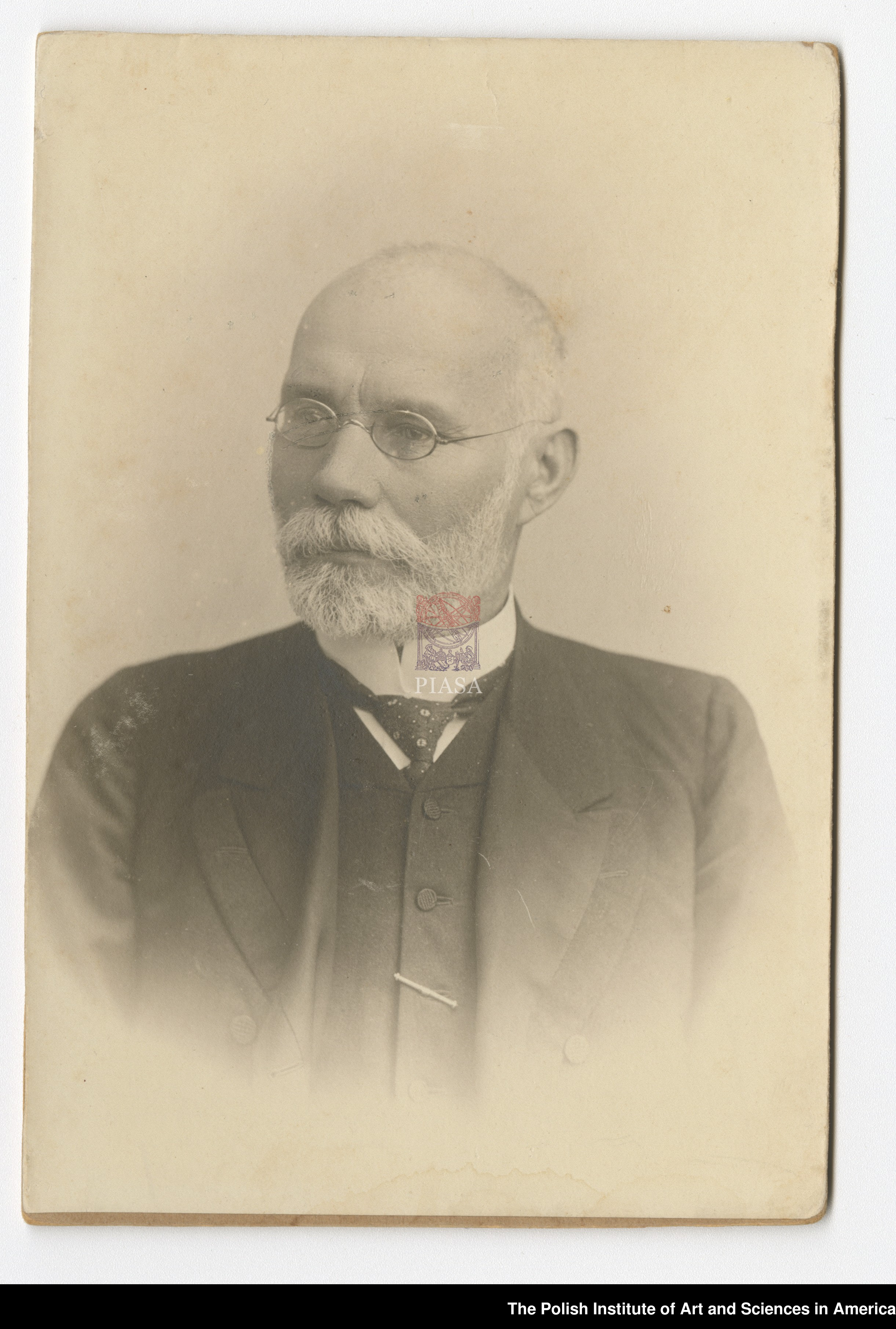
Шарловський

Алоїз Шарловський (пол. Alojzy Szarłowski, нар. 2 грудня 1845, Звіргздинє — пом. 29 травня 1911, Краків) — польський історик, дослідник історії Станиславова (теперішнього Івано-Франківська), писав також під псевдонімом А. Сулима.

## Біографія
Алоїз Шарловський народився в невеличкому литовському містечку поблизу Каунаса в польській родині Іґнація Шарловського та Анни Ґінет (Ignacy Szarłowski i Anna Ginet). Батькам вдалося заохотити сина до наук й він успішно навчався в Каунаській гімназії в Кейданах.
По закінченню гімназії, юнак вирішив присвятити себе патріотичному обов'язку поляка — він як і більшість соплемінників взяв участь у Польському повстанні 1863 року супроти Російської імперії. Алоїз брав участь в бойових діях на литовських теренах — був при Болеславі Колизькому (Bolesławi Kołyszki) в Жмуді та в Тракаї при Феліксі Вислоучію (Feliksi Wysłouchy). І як наслідок тієї військової кампанії — стало важке поранення Шарловського в битві під Олкеніками (Olkienikami), отримане 31 травня 1863 року. Після перебування в шпиталі (поблизу місця битви), підлічивши себе, Алоїз подався додому, але в його ж містечку — він був заарештований й провів деякий час в казематах (тоді вважалося, що простий польський вояк повинен був відпрацювати свою «пайку»).
Оговтавшись від усіх тих перепетій, Алоїз подався на Галичину (яка тоді перебувала в Австро-Угорщині) і загорівся здобуттям наукового фаху. Незабаром, йому вдалося влаштуватися на науку до Яґеллонського університету, в якому він здобув звання маґістра філософії. А після закінчення університету в 1874 році Шарловський зайнявся практикою вчителювання — викладаючи в приватних школах чи на дому у Львові, Станіславові, Кракові.
Окрім практичних занять, Алоїзі загорівся розгрібанням та вивчанням архівних історичних докуметів (місць де він мешкав) та їх систематизації. Так, найпершими стали його розвідки щодо історії та становища Станіславського повіту та самого Станіславова, а відтак з-під його пера вийшли ґрунтовні дослідження цього повіту. Цей період в житті Шарловського став найпліднішим: починаючи з 1874 до 1906 року ним були написані всі основні його праці.
В 1900 році Алоїз перебрався на постійне мешкання до Кракова — де він викладав в 3-ій гімназії імені Яна 3-го Собєського (III Gimnazjum im. Jana III Sobieskiego). Ці часи, 1900—1906 роки, в творчості Алоїзі Шаровського відзначилися продовженням «російських епопей-оглядів» та історичних досліджень Кракова і декотрих довколішніх місцин.
В 1911 році, на 56-у році життя, Алоїз Шарловський помер. Він був похований в Кракові в сімейній гробниці Шаровських на Раковіцькому цвинтарі (Cmentarzu Rakowickim)
По собі цей історик-дослідник залишив цікаві історичні розробки, які дають нам можливість поринути в часи 18-19 століть та поглянути на Галичину через призму історично-статистичних показників виведених автором для польської домінанти та суспільного прошарку, а ще зможемо відтворити декотрі історичні події, які мали міце відбутися в тому часі, а в деяких й при безпосередній участі самого автора.
Незважаючи на ті тогочасні ґрунтовні дослідження, Алоїз Шаровський був непомічений, як історик, в літературному співтоваристві (на той час). Але з часів здобуття Незалежності України — багато істориків заглибилися в нашу давнину — таким чином й ми змогли оцінити пізнання Галичини цим шляхтичем: уривки та деякі факти його робіт використовуються в інших поліграфічних виданнях. Після 2000 року, декотрі письменники-галичани взялися перекласти левову частину його історичних праць, а найбільш відомою стала історія Станіславова — «Станиславів і Станиславський повіт з погляду історичного та географічно-статистичного».

## Творчий доробок
- Rok 1863. Ze wspomnień Rosyanina, Poznań 1884. (пол.)
- Krótki rys dziejów powszechnych. Przerobienie Karola Ploetz'a, dokonane przez Alojzego Szarłowskiego i Juljana Sutowicza, Kraków 1886. (пол.)
- Rys historyczny miasta Stanisławowa, Stanisławów 1887. (пол.)
- Stanisławów i powiat stanisławowski pod względem historycznym i geograficzno — statystycznym, Stanisławów 1887. (пол.)
- Wpływ Polski na Moskwę w wieku XVII, Kraków 1892. (пол.)
- Z dziejów etnografii rosyjskiej, Kraków 1893. (пол.)
- Z dziejów Państwa Kościelnego 755 — 1846 — 1870 ze szczególnym uwzględnieniem zaboru Państwa Kościelnego, Kraków 1903. (пол.)
- Od absolutyzmu do konstytucji w Rosji (1548—1905), Kraków 1906. (пол.)
- Ze wspomnień Alojzego Szarłowskiego o powstaniu 1863 roku na Litwie, przygotowali do druku Oskar i Helena Haleccy, «Teki Historyczne» 12 (1962/1963), s.221-278 (пол.)

## Посмертні передруки та дослідження
- Rok 1863. Ze wspomnień Rosyanina, Poznań 1884. (пол.)
- Krótki rys dziejów powszechnych. Przerobienie Karola Ploetz'a, dokonane przez Alojzego Szarłowskiego i Juljana Sutowicza, Kraków 1886. (пол.)